# Surrey Hills AONB

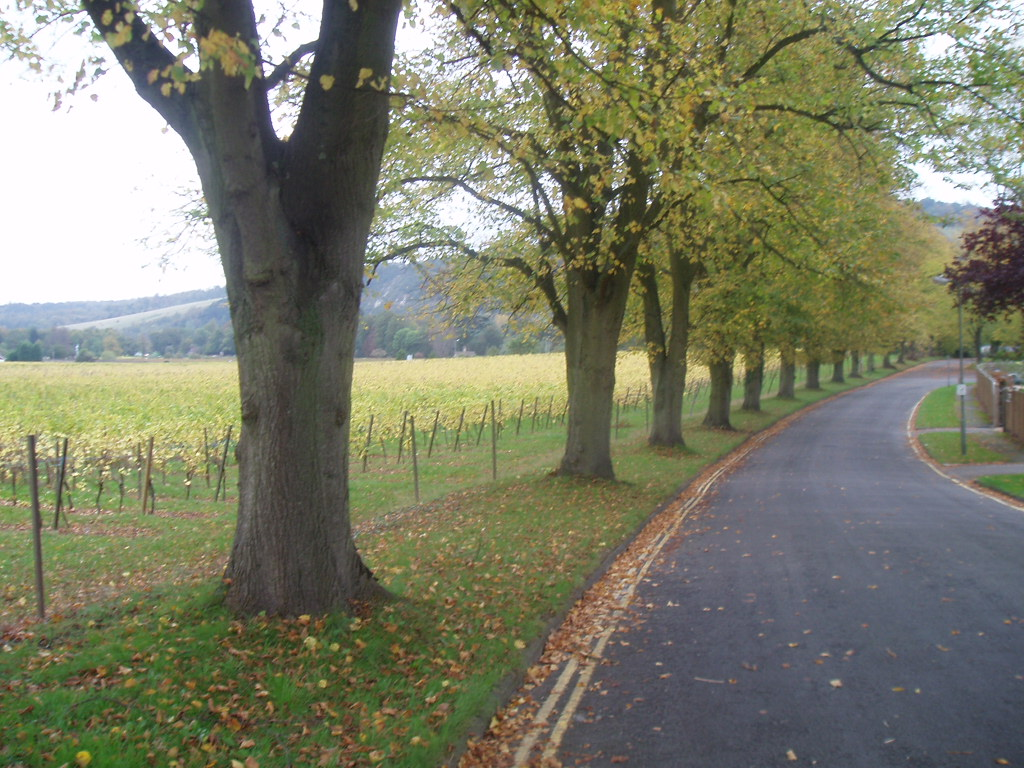
Paisagem de Surrey Hills

Surrey Hills é uma Area of Outstanding Natural Beauty (AONB), localizda em Surrey, Inglaterra, com 422 km² de área. Esta AONB foi estabelecida em 1958 e cobre um quarto do condado de Surrey.  A AONB de Surrey Hills é adjacente à AONB de Kent Downs a leste e à secção Wealden da antiga AONB de Sussex Downs (hoje Parque Nacional de South Downs) a sudoeste.